# 分光鏡

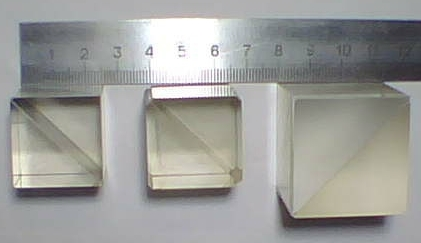
分光鏡

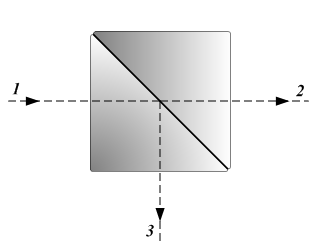
分光鏡的運作展示圖
1 - 入射光
2 - 50% 穿透光
3 - 50% 反射光

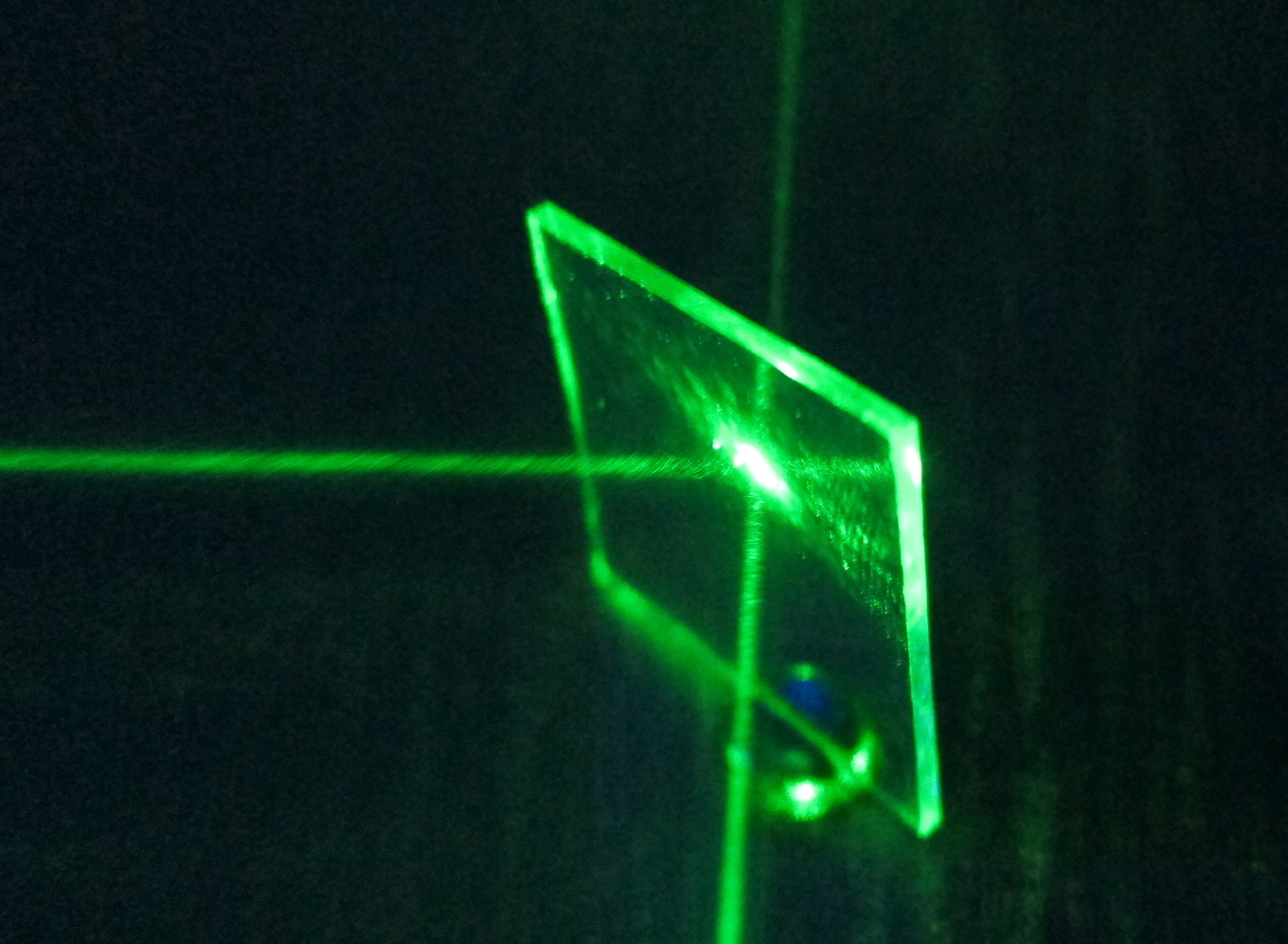
鍍鋁分光儀

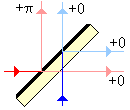
介電質塗層分光鏡的相移

分光鏡為一光學儀器，可以將一束光線分成兩束，是許多光學儀器（如干涉儀）的重要組件，以至使用光纖的電信設備。

## 設計
最常見的分光鏡為一玻璃方塊，由兩個玻璃三角柱沿對角線以聚酯、環氧樹脂或聚氨酯黏合劑黏合而成。經調校黏合劑的厚度後，特定波長的光束從分光鏡的一面進入後有一半會穿過，另一半則反射。這是由於受抑全内反射的緣故。
另一個設計是在一片玻璃或塑膠上鍍上一層鋁，其厚度使得一束特定波長的光在45度角射向玻璃時會被等分。而為了減少塗層所吸收的光，出現一種名為「瑞士芝士」的分光鏡。一些經打磨的多孔鐵片會被濺鍍到玻璃上，或其上的金屬會以化學或機械作用蝕刻。除了金屬塗層外，也有使用二色性光學塗層。視乎塗層的特性，入射光的反射比率取決其波長。在一些橢圓形反射式聚光燈會以此分開不需要的紅外線。此外也用作激光產生器的輸出耦合鏡以選擇波長。
第三種則為分色稜鏡，是為不同稜鏡的組合，使用二色性塗層以將入射光分為數束不同波長的光。此儀器曾用於摄像管、特藝七彩等技術中，現今應用包括相機的三色感光耦合元件（將影像轉為單色光）和電視的三色液晶顯示器（將單色光結合投射影像）。
無源光網絡中的單模光纖的交叉拼接來達到分光的效果。

## 相移
在馬赫－曾德爾干涉儀等例子中，分光鏡用以重合一些光束。理論上兩束入射光會有兩束光線射出，但藉分光鏡的原理可使其中一束光線的振幅為零。但由於能量的守恆，至少其中一束光線會出現相移。例如當具偏振的光線到達介電質（如玻璃）的表面，而光波的電場在介電質的平面，反射光會具π的相移，穿透的光線不會有相移。相移可以菲涅耳方程計算。但相移亦會受分光鏡的物理和幾何性質影響，如上述情況不適用於導電塗層，其兩束射出的光線皆會有相移。

## 用途
除了光學實驗外，此儀器也可用在攝影（如拍攝立體影像）、製造雷射（以輸出耦合鏡篩出足夠強度的雷射）、光纖系統（把信號由光纖劃分成子光纖）中。一些使到此類儀器或概念的實驗包括：
- 斐索實驗：1851年，量度水中的光速
- 邁克生-莫立實驗：1887年，驗證以太是否存在
- 肯尼迪-桑代克實驗：1932年，驗證光速是否與器材的運動速度獨立
- 哈馬爾實驗：1935年，反證戴頓·米勒聲稱重現邁克生-莫雷實驗時的不同結果
- 貝爾定理的實驗驗證：自1972年，證明量子纏結的影響及排除局域隱變量理論
- 惠勒延遲選擇實驗：1978及1984年，對光子不同時候的波粒性質的思想實驗
- 伊利澤-威德曼炸彈測試問題：1993年，使用馬赫－曾德爾干涉儀作零作用測量的思想實驗

## 另見
- 偏振片（Polarizing beam splitter），如沃拉斯頓棱鏡，使用雙折射的物料讓不同偏振的光分開。
- 衍射分光鏡（Diffractive beam splitter）製造一陣列相同的光束。
- 分色稜鏡將入射光分成不同波長的光。
- 半透明反光鏡 （Pellicle Mirror）或称半透镜、半透膜，应用在摄影器材中的一种分光镜特例